# Rediu (gmina Rediu)
Rediu – wieś w Rumunii, w okręgu Jassy, w gminie Rediu. W 2011 roku liczyła 1889 mieszkańców.